# Monoclona floridensis
Monoclona floridensis är en tvåvingeart som beskrevs av Fisher 1946. Monoclona floridensis ingår i släktet Monoclona och familjen svampmyggor.
Artens utbredningsområde är Florida. Inga underarter finns listade i Catalogue of Life.